# Сан Салваторе Телезино
Сан Салвато̀ре Телезѝно (на италиански: San Salvatore Telesino; на неаполитански: u Casale, у Казалъ) е малко градче и община в Южна Италия, провинция Беневенто, регион Кампания. Разположено е на 95 m надморска височина. Населението на общината е 4062 души (към 2014 г.).